# Malešice

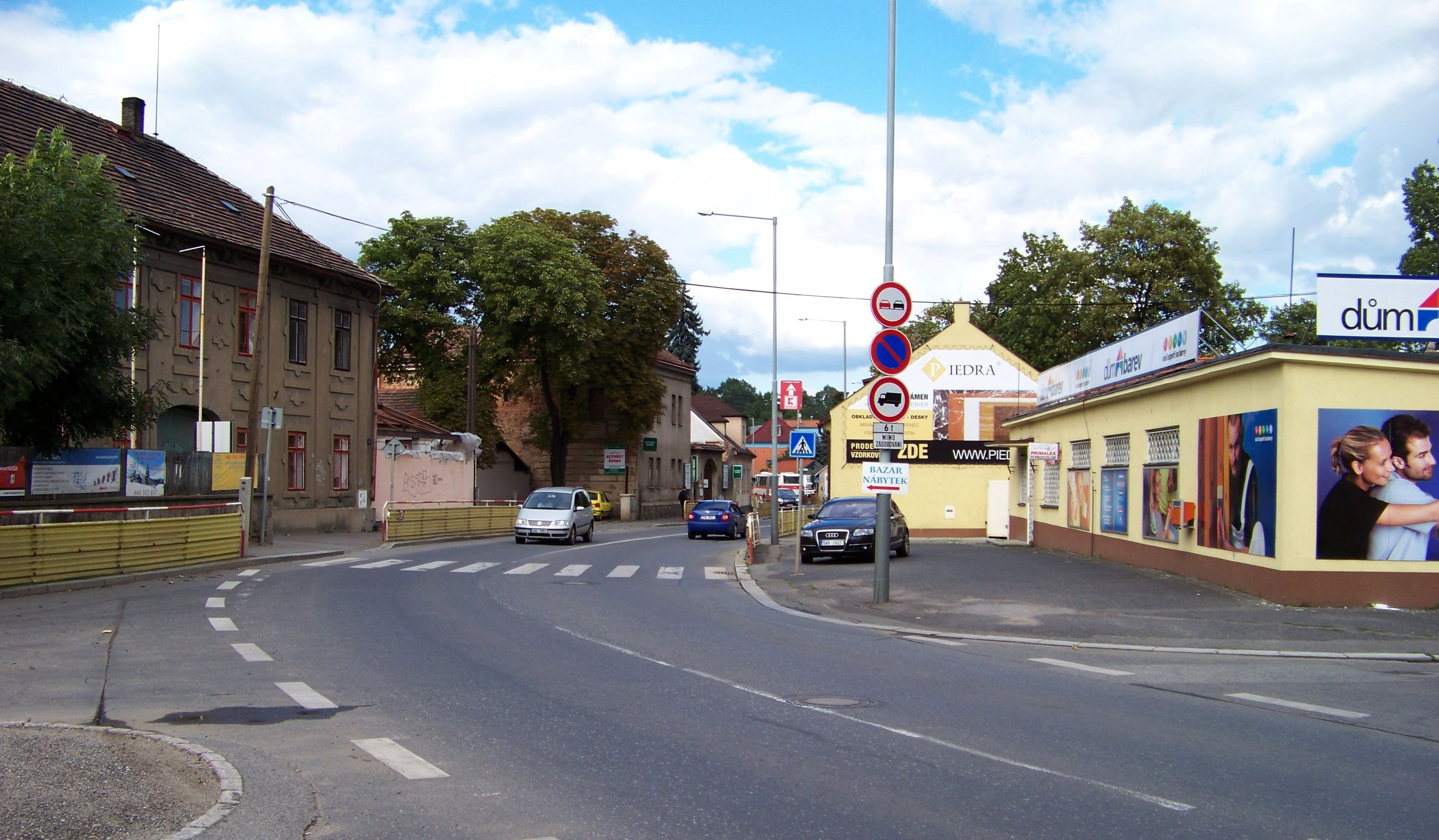

Malešice ist ein Katasterbezirk in Prag. Es hat eine Bevölkerung von ca. 10.000. Der früheste Hinweis auf das Dorf stammt aus dem Jahr 1309. Es wurde am 1. Januar 1922 Teil von Prag. Es liegt hauptsächlich im Stadt- und Verwaltungsbezirk von Prag 10, während sich ein kleiner Teil in Prag 9 befindet.

## Geographie
Das Ursprüngliche Dorf Malešice lag im Tal zwischen den Hügeln Tábor und Třebešín. Heutzutage wird der Bezirk von Strašnice, Žižkov, Hrdlořezy, Kyje, Štěrboholy und Hostivař begrenzt.
Am östlichen Rand des Katasterbezirks liegt das Industriegebiet „Malešice – Hostivař“, welches 1000 Hektar groß ist und durch eine große Grünfläche vom Rest von Malešice etwas getrennt ist.

## Geschichte
Malešice wird erstmals 1309 in schriftlichen Quellen erwähnt. Die Siedlung befand sich jedoch in der Zeit nach dem Zerfall der Clangesellschaften im Besitz einer Art Lehnsherrn Mališ und ihre Gründung ist daher sicherlich älter als die erste schriftliche Erwähnung.

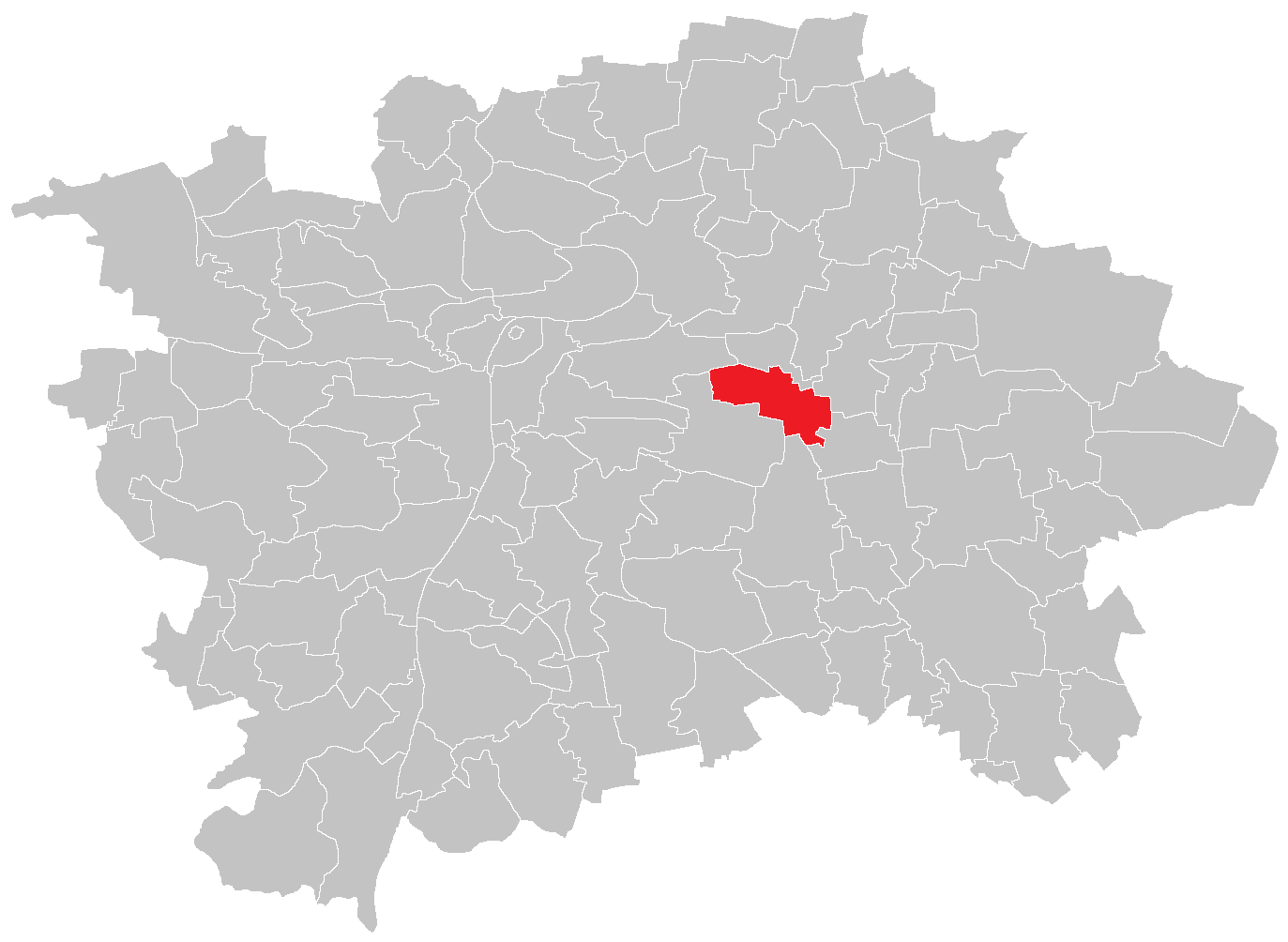

## Töchter und Söhne
- Gustav Adler (1857–1928), österreichischer Polizeiarzt, Sozialhygieniker, Sportpädagoge und Hofrat